# Бованенко, Дмитрий Евменович
Дми́трий Евме́нович Боване́нко (23 сентября 1900, Киев — 12 февраля 1942, Бухта Нагаева, Верхний Хатинах, Магаданская область) — украинский историк-экономист.

## Биография
Родился Дмитрий Бованенко в 1900 году в крестьянской семье.
С 1918 года член УСДРП, с 1919 года — член УКП (боротьбистов), с 1920 (после слияния боротьбистов и КП(б)У) — член КП(б)У.
В 1924 году окончил Киевский институт народного образования.
С 1923 по 1927 годі — член исторического семинара повышеного типа при Киевском институте народного образования.
С 1926 по 1927 год — аспирант Научно-исследовательской кафедры истории Украины при ВУАН. С 1927 по 1930 года — аспирант кафедры марксизма-ленинизма при ВУАН. В это же время преподавал в КИНО политэкономию.
С 1930 по 1934 годы — член Комиссии для изучения социально-экономической истории Украины XVIII—XIX веков.
С 1937 года — старший референт в Госплане УССР.
Арестован 10 сентября 1937 года. 13 сентября того же года был осуждён «тройкой» при Киевском областном управленне НКВД УССР на 10 лет исправительнотрудовых лагерей, умер в заключении.

## Научная деятельность
Дмитрий Бованенко — автор ряда работ по истории экономики Украины XIX—XX веков и по истории экономической мысли Украины, в том числе о Н. Зибере и С. Подолинском.
Основные работы:
- До історії політичної економії на Україні // Ювілейний збірник на пошану академіка Дмитра Йвановича Багалія з нагоди сімдесятої річниці життя та п’ятдесятих роковин наукової діяльності. — К., 1927. — Т.1
- Економічна концепція Сергія Подолинського // Прапор марксизму. − 1928. — № 2
- Науковий центр марксистської думки на Україні // Червоний шлях. − 1929. — № 5-6.